# Йеронимус Волф
Йероним Волф (13 август 1516 – 8 октомври 1580) е германски историк и хуманист от XVI век.
Най-известен е със систематизирането на римската историография, която в крайна сметка се превръща в еталон за произведенията относно средновековната гръцка история.

## Биография
Студент на Филип Меланхтон и Йоахим Камерарий  Волф успява да си осигури длъжността секретар и библиотекар в новосъздадената публична библиотека в Аугсбург през 1537 г. Това му се дава възможност да изучава и превежда многобройни древни и средновековни гръцки автори, с което ги прави достъпни за немските учени. Волф получава репутация на познавач на Изократ и за първи път публикува издание за него в Париж през 1551 г. Библиотеката му става известна със съдържанието си и по-специално със 100-те гръцки ръкописа, пренесени от Венеция.
Йероним продължава да работи в библиотеката на Аугсбург, но работата на живота му е извън традиционните области, предложени от хуманизма. До неговото време не се прави разлика между древни и средновековни гръцки произведения. Неговият интерес е подбуден от друга посока, тази за откриване и обяснение на историята, довела до завладяването на голяма част от Източна Европа от османците, които Волф доживява да види по време на обсадата на Виена. Той се фокусира предимно върху гръцката история и публикува своето произведение през 1557 г. под заглавието Corpus Historiae Byzantinae, което е повече сбор от византийски източници, отколкото цялостна история. Независимо от това, влиянието на неговата работа в дългосрочен план е огромно, тъй като поставя основите на предстоящите средновековни гръцки науки. Това споменаване на „Византийски произход“ се разпространява през западноевропейските учени и постепенно заменя името „ромейски“, както се използва относно Източната Римска импери. С термина „Византийска“ започва за да обозначава средновековната гръка литература от Източната Римска империя. Тази замяна отразява и враждата между Изтока и Запада по отношение на титлата на Император на римляните, започнала още с Константин Велики, пренасъл столицата край Босфора.
Йеронимус Волф умира на 64-годишна възраст без да създаде семейство.

## Наследство
През 17 век Луи XIV от Франция приканва за събирането на всички византийски произведения и призовава няколко известни учени от цял свят да участват в това усилие. Корпусът на Йероним е използван като основа за това надграждане. Резултатът е огромният „Corpus Historiae Byzantinae“ от 34 тома с паралелни гръцки текст и латински превод. Това издание популяризира термина „Византийска империя“ (никога не се използва от самата империя през вековете на нейното съществуване) и я утвърждава в историческите изследвания.